# Історія дизайну
Дизайн, як ми знаємо, не є простим візуальним продуктом, і його історія тісно перетинається з еволюцією людської культури та суспільством. Історія дизайну розвивалася в тісному зв'язку з технічним прогресом, культурним впливом, політичними змінами та економічними умовами.
Наведу кілька цікавих розділів, що вивчають історію дизайну:
1. Виникнення дизайну як професії - Натхненний споживачем у ХХ столітті, дизайн в цілому стає окремою дисципліною, що включає графічний дизайн, інтерфейси для ПК та веб-сайти, меблі та інші області.
Протягом багатьох століть дизайн був частиною багатьох професій, таких як ремесла, архітектура, іригація і таке інше. Однак у ХХ столітті споживче суспільство та індустріальне розширення змінили підхід до дизайну, і дизайн став розглядатися як професійна галузь. на практичних завданнях та інженерному мисленні. Для прикладу, перші дизайнери інтер'єрів наприкінці 1920-х років сконцентрувалися на тому, щоб розробити продукцію, яка відповідала б зростанню споживанню предметів домашнього вжитку, а також покращила б функціональність житла. Дизайнери одягу, інтер'єру меблів, товарів стали частиною професій. Вони відповідали за вирази візуально привабливої зовнішності, яка підкреслювала моду епохи або естетику вдома або робочого простору. .
2. Інновації в дизайні - Розвиток нових технологій та інструментів, таких як комп'ютерне проектування, 3D-рендеринг, машинне навчання та штучний інтелект, змінили підхід до дизайну.
Розвиток нових технологій та інструментів, таких як комп'ютерне проектування, 3D-рендеринг, машинне навчання та штучний інтелект, змінили підхід до дизайну у ХХ столітті, зробивши його більш комп'ютеризованим, кількісним та кількісним.
Візуальні комунікації від друкованих плакатів до веб-сайтів стали більш інтерактивними, наочними та динамічними. Інновації, такі як масштабоване комп'ютерне зображення (візуалізація), дозволили реалізовувати задуми, які раніше були нереальними, нереальними або дуже дорогими. Вони також сприяють збільшенню продуктивності, скороченню часу на виконання завдань та покращенню загальної ефективності дизайну. Щоб удосконалити процеси проектування та дизайну, також було розроблено ряд інструментів, які полегшують роботи на ранніх та основних стадіях проектування. Серед них – прототипування, симуляція та інші.
3. Політичні та культуральні впливи - Історія дизайну також тісно пов'язана з політичними та культурними змінами, такими як епоха модерну або егаліті-дизайн в Америці 1960-х років, коли дизайнерський голос ставав більш впливовим.
Історія дизайну також тісно пов'язана з політичними та культурними змінами, такими як епоха модерну, або егаліт-дизайн у США наприкінці 1960-х років, коли дизайнерський голос ставав більш впливовим.
У XX столітті безліч подій та культурних зрушень справили вирішальний вплив на дизайн і на ставлення до нього. Культура та дизайн тісно пов'язані, як ми бачимо на прикладі моди чи графічного дизайну. У XX столітті політичні та економічні зміни також вплинули на дизайнерів. Це включало як соціальні зміни, такі як рівність, громадянські свободи та рівні права, так і економічні зміни, такі як глобалізація та зміни у технологіях.
4. Дизайн сьогодні - Сьогодні цей розділ охоплює широкий спектр тем, таких як екологічні аспекти, адаптивний дизайн, а також соціальне та етичне ставлення до дизайну.
Сьогодні дизайн не обмежується лише естетичними аспектами, тому його соціально-етичне чи етичне ставлення має розглядатися при реалізації дизайну. Екологічні аспекти, такі як використання природних ресурсів, повторне використання та рециклінг, також стали важливим аспектом.
На цьому рівні дизайнери повинні замислитися не тільки про дизайн як форму, але і як його вплив на навколишнє середовище. обмеженими можливостями. Сьогодні дизайнери також стали більш усвідомленими у своєму процесі роботи, враховуючи психологічні аспекти, такі як адаптивність та адаптивний дизайн. Розробники приділяють більше уваги тим елементам дизайну, які адаптуються або змінюють свій дизайн залежно від контексту, наприклад, пристрою чи користувача